# Rogielkajmy
Rogielkajmy (niem. Rockeln) – wieś w Polsce położona w województwie warmińsko-mazurskim, w powiecie bartoszyckim, w gminie Sępopol. W latach 1975–1998 miejscowość administracyjnie należała do województwa olsztyńskiego.

## Historia
W 1978 r. we wsi było 14 indywidualnych gospodarstw rolnych, uprawiających 122 ha ziemi. We wsi była świetlica. W 1983 r. w Rogielkajmach było 7 domów z 13 osobnymi mieszkaniami i 42 mieszkańców. 